# Glaznoty
Glaznoty (deutsch Marienfelde) ist ein Dorf in der nordpolnischen Woiwodschaft Ermland-Masuren. Es gehört zur Gmina Ostróda (Landgemeinde Osterode in Ostpreußen) im Powiat Ostródzki (Kreis Osterode in Ostpreußen).

## Geographische Lage
Glaznoty liegt am Grießlerbach (polnisch Gizela, auch Gryźliny) im Landschaftsschutzpark Kernsdorfer Höhen (polnisch Park Krajobrazowy Wzgórz Dylewskich), 19 km südlich der Kreisstadt Ostróda (Osterode in Ostpreußen) und 47 km südwestlich der Woiwodschaftshauptstadt Olsztyn (Allenstein).

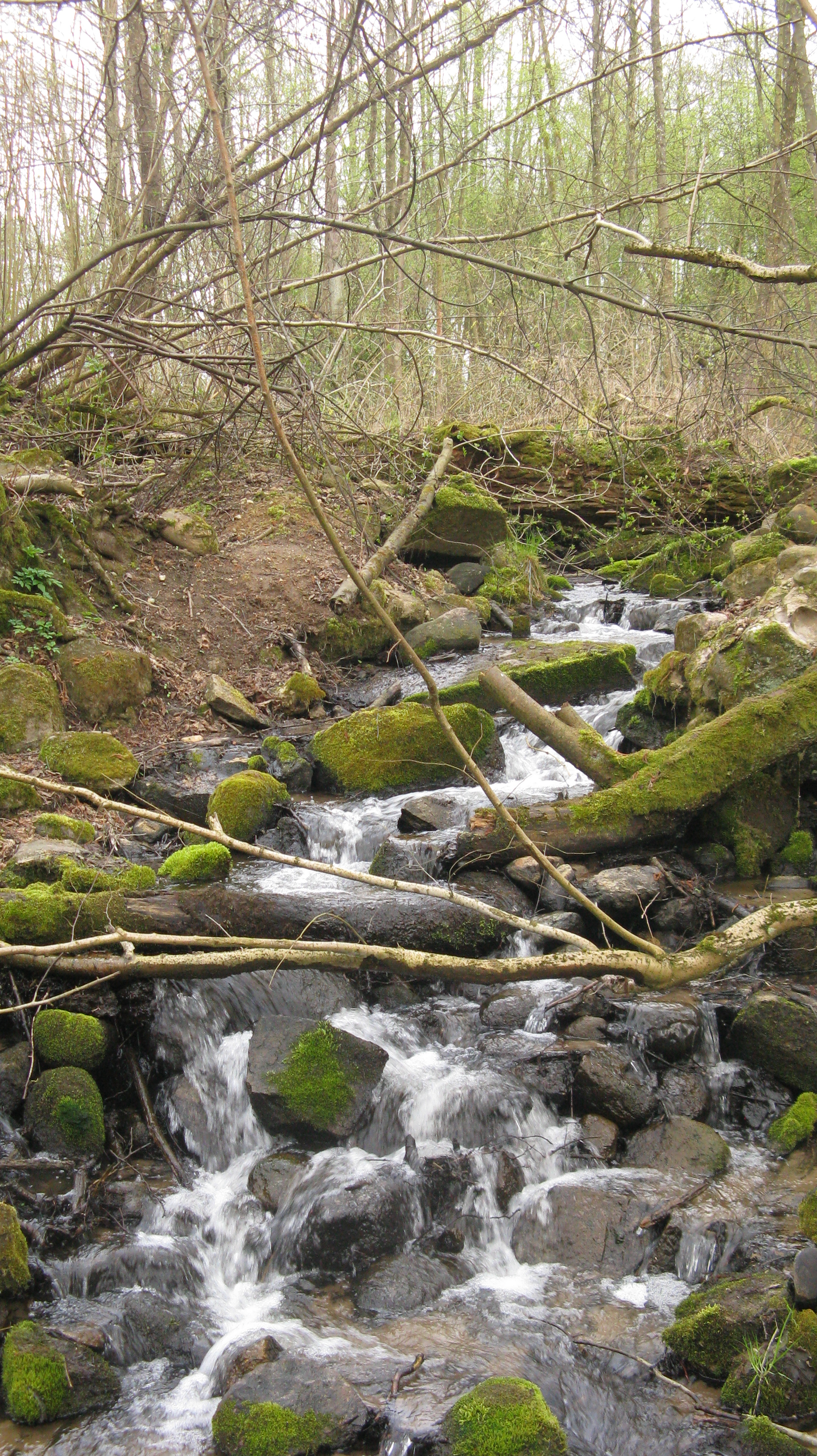
Versteckter Wasserfall des Flüsschens Gizela (Grießlerbach)

Der Grießlerbach bildete einst die Grenze zwischen den Provinzen Ostpreußen und Westpreußen und von 1920 bis 1939 die Staatsgrenze zwischen dem Deutschen Reich und Polen („Polnischer Korridor“).

## Geschichte

### Ortsgeschichte
Das Dorf Margenfelde wurde 1324 gegründet, vermutlich von einem Ritter von Hasendamerau, der in Haasenberg saß. 1397 kaufte Johann von Schönfeld, Osteroder Komtur des Deutschen Ordens, die Siedlung Marienfelde. Wahrscheinlich wollte er die Wüstung verhindern. 1410 – zur Zeit der Schlacht bei Tannenberg – wurden die Kirche, der Krug und Bauerngehöfte durch Kriegseinwirkung beschädigt. Nachdem der Krug von Marienfelde 1437 wüst gefallen war, belebte sich die Ansiedlung wieder; denn 1480 verlieh der Komtur Merten Truchseß Marienfelde dem Hans Birkhahn als Entgeltung seiner treuen Dienste für den Deutschen Orden. Zu dem Dorf gehörten 60 Hufen mitsamt den Pfarr- und Schulzenhufen und der Mühle.
Am 7. Mai 1874 wurde Marienfelde Amtsdorf und damit namensgebend für einen Amtsbezirk, der bis 1945 bestand und zum Kreis Osterode in Ostpreußen im Regierungsbezirk Königsberg (ab 1905: Regierungsbezirk Allenstein) in der Provinz Ostpreußen gehörte. Am 9. Februar 1876 wandelte man das bisherige Gutsdorf Marienfelde in eine Landgemeinde gleichen Namens um.  Die Zahl der Einwohner belief sich im Jahre 1910 auf 651.
Aufgrund der Bestimmungen des Versailler Vertrags stimmte die Bevölkerung im Abstimmungsgebiet Allenstein, zu dem Marienfelde gehörte, am 11. Juli 1920 über die weitere staatliche Zugehörigkeit zu Ostpreußen (und damit zu Deutschland) oder den Anschluss an Polen ab. In Marienfelde stimmten 300 Einwohner für den Verbleib bei Ostpreußen, auf Polen entfielen 60 Stimmen.
Im Jahre 1933 zählte Marienfelde 575 Einwohner, im Jahre 1939 waren es 530.
In Kriegsfolge musste Marienfelde 1945 mit dem gesamten südlichen Ostpreußen an Polen abgetreten werden. Das Dorf erhielt die polnische Namensform „Glaznoty“ und ist heute mit dem Sitz eines Schulzenamts (polnisch Sołectwo) eine Ortschaft im Verbund der Landgemeinde Ostróda (Osterode i. Ostpr.) im Powiat Ostródzki (Kreis Osterode in Ostpreußen), bis 1998 der Woiwodschaft Olsztyn, seither der Woiwodschaft Ermland-Masuren mit SDitz in Olsztyn (Allenstein) zugehörig. Im Jahre 2011 zählte Glaznoty 114 Einwohner.

### Amtsbezirk Marienfelde (1874–1945)
Zum neu errichteten Amtsbezirk Marienfelde gehörten:
| Deutscher Name     | Polnischer Name | Bemerkungen                                                               |
| ------------------ | --------------- | ------------------------------------------------------------------------- |
| Johannisberg       | Janowo          | 1938 in den Amtsbezirk Marwalde eingegliedert                             |
| Kernsdorf          | Wysoka Wieś     |                                                                           |
| Ketzwalde          | Jagodziny       | 1882 in den Amtsbezirk Klein Nappern um- und 1920 wieder zurückgegliedert |
| Marienfelde        | Glaznoty        |                                                                           |
| Peterswalde        | Pietrzwałd      |                                                                           |
| vor 1883: Ruhwalde | Wygoda          |                                                                           |

## Kirche

### Evangelisch

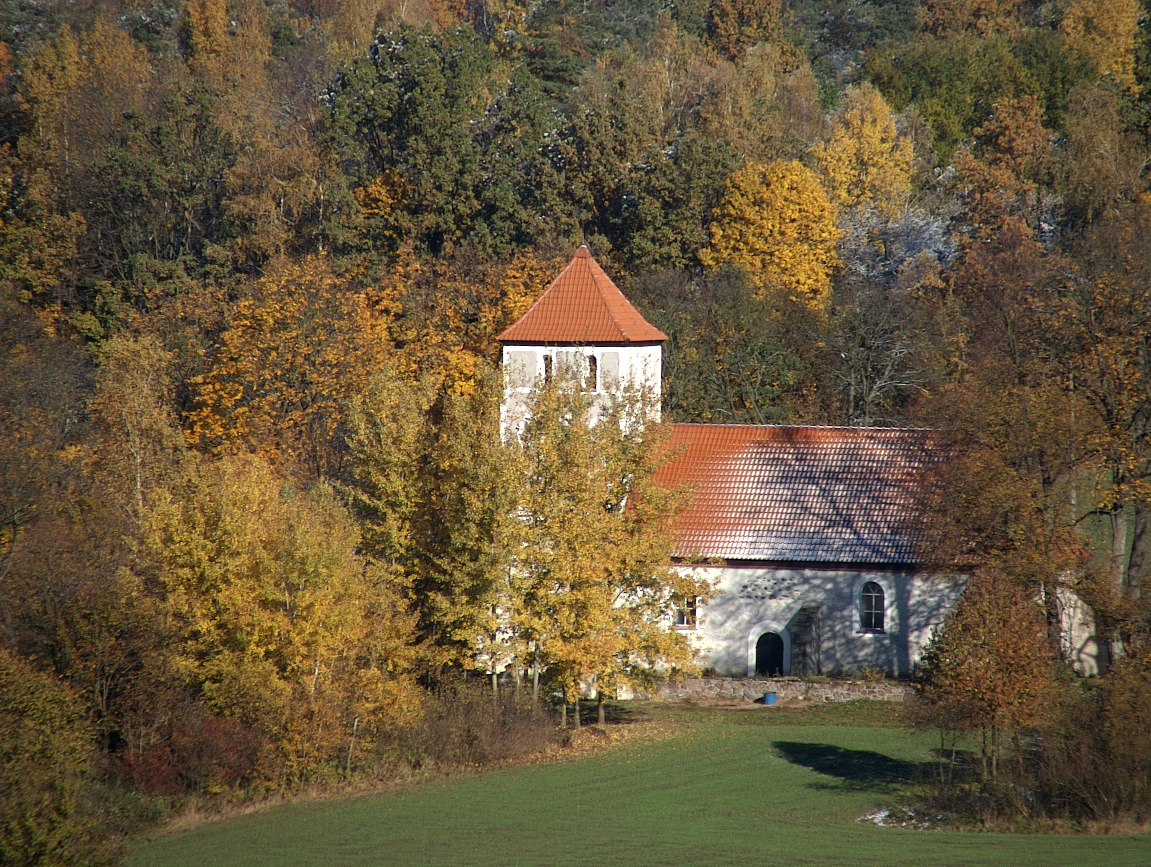
Die evangelische (heute: evangelisch-methodistische) Kirche in Glaznoty

Die Kirche war 1386/87 im Deutschordensstaat als Feldsteinbau ohne Chorraum errichtet worden. Sie überstand den Dreizehnjährigen Krieg. Man wollte die Kirchspiele Leip und Marienfelde zusammenschließen. Vermutlich gab es zeitweilig einen gemeinsamen Pfarrer mit Sitz in Leip. Ohne Abstimmung mit dem Bischof stellten die Marienfelder 1577 einen eigenen Pfarrer an, was die Einkünfte des Pfarrers in Leip minderte. Der Landesherr machte dieser Eigenmächtigkeit sehr schnell ein Ende. Marienfelde war ab 1817 eine Filialkirche von Marwalde und wurde 1925 eigenständig. Der letzte deutsche Pfarrer war bis 1945 der Königsberger Fritz Kollhoff.
Das Kirchengebäude wurde 1899 gründlich renoviert. Im Innern hatte es eine trapezförmige Holzdecke. Zur Ausstattung gehörten ein Altar von 1860 und eine Orgel von 1850. Die Glocken wurden 1774 gegossen. Eine davon musste im Ersten Weltkrieg zum Einschmelzen abgeliefert werden. Nach dem Krieg wurde sie durch eine Stahlglocke ersetzt. Drei Weihwassersteine aus Granit stammten aus dem 15. Jahrhundert. Nachdem 1982 ein Sturm die Kirche schwer beschädigt hatte, verfiel sie rasch. Das Dach fiel ein. 1989 veranlasste Pfarrer Jan Reichelt aus Kraplau, dass die 1923 installierte Glocke mit der Inschrift NACH DEM KRIEGSLEID IN SCHWERER ZEIT DEM HERRN GEWEIHT geborgen wurde. Die deutsche Minderheit in Ostróda und die Kreisgemeinschaft Osterode mit Sitz in Osterode am Harz sammelten genug Geld für den Wiederaufbau.
Bis 1945 war die Kirche in evangelisch (-lutherisches) Gotteshaus. Heute ist sie im Eigentum der Evangelisch-methodistischen Kirche.

### Römisch-katholisch

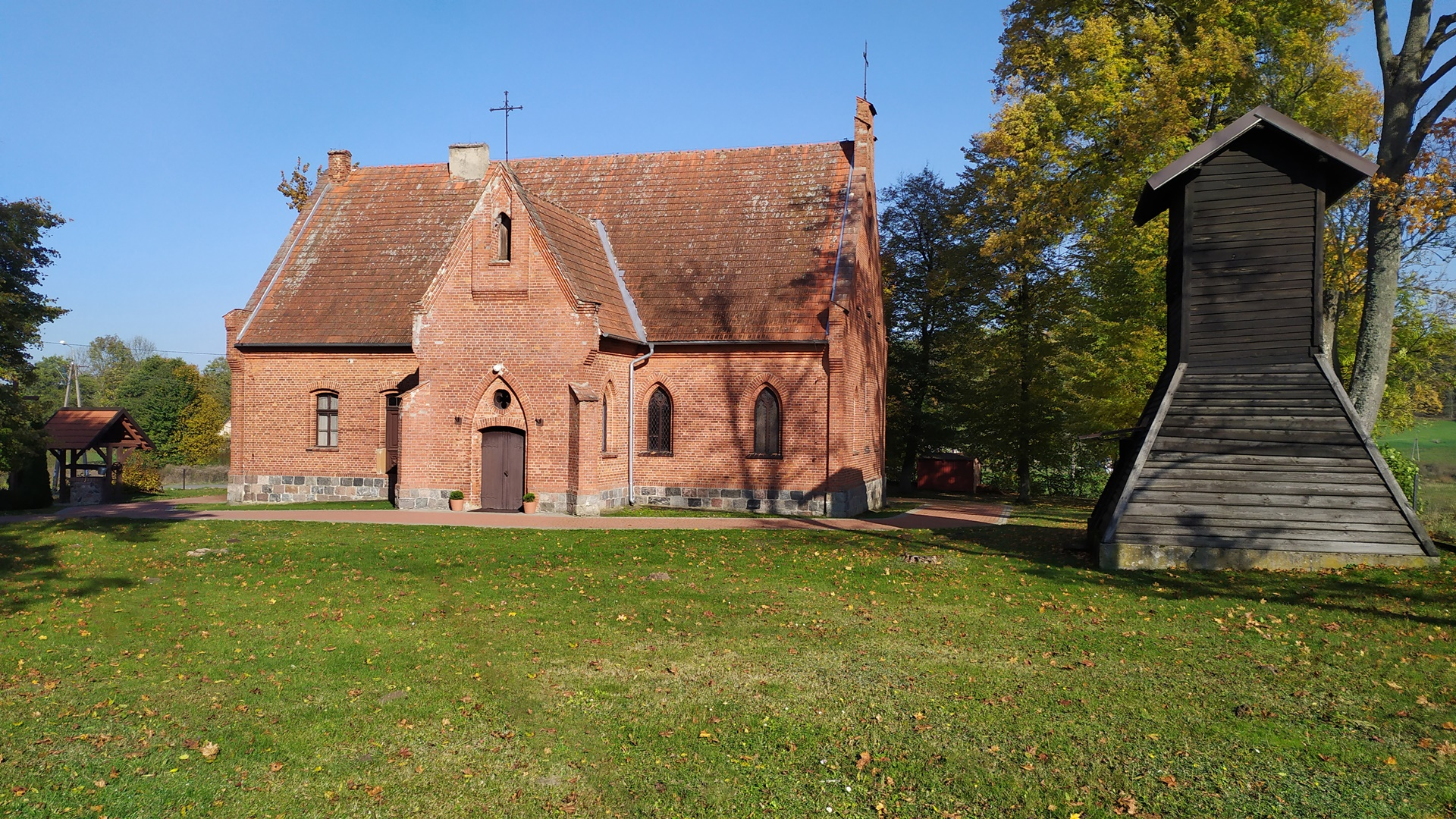
Die römisch-katholische Kirche in Glaznoty

Im Südwesten des Dorfes wurde 1900 eine katholische Kirche mit Pfarrhaus gebaut. Für die Katholiken in Marienfelde und Umgebung stand eine 1903 gebaute Kapelle zur Verfügung, für die 1904 ein Vikar eingesetzt wurde. Durch den Friedensvertrag von Versailles wurde der Kreis Osterode zum Grenzkreis am Polnischen Korridor. Die Zahl der Katholiken sank erheblich, sodass Marienfelde zeitweise zu den kleinsten Gemeinden im Erzbistum Ermland zählte.

## Verkehr

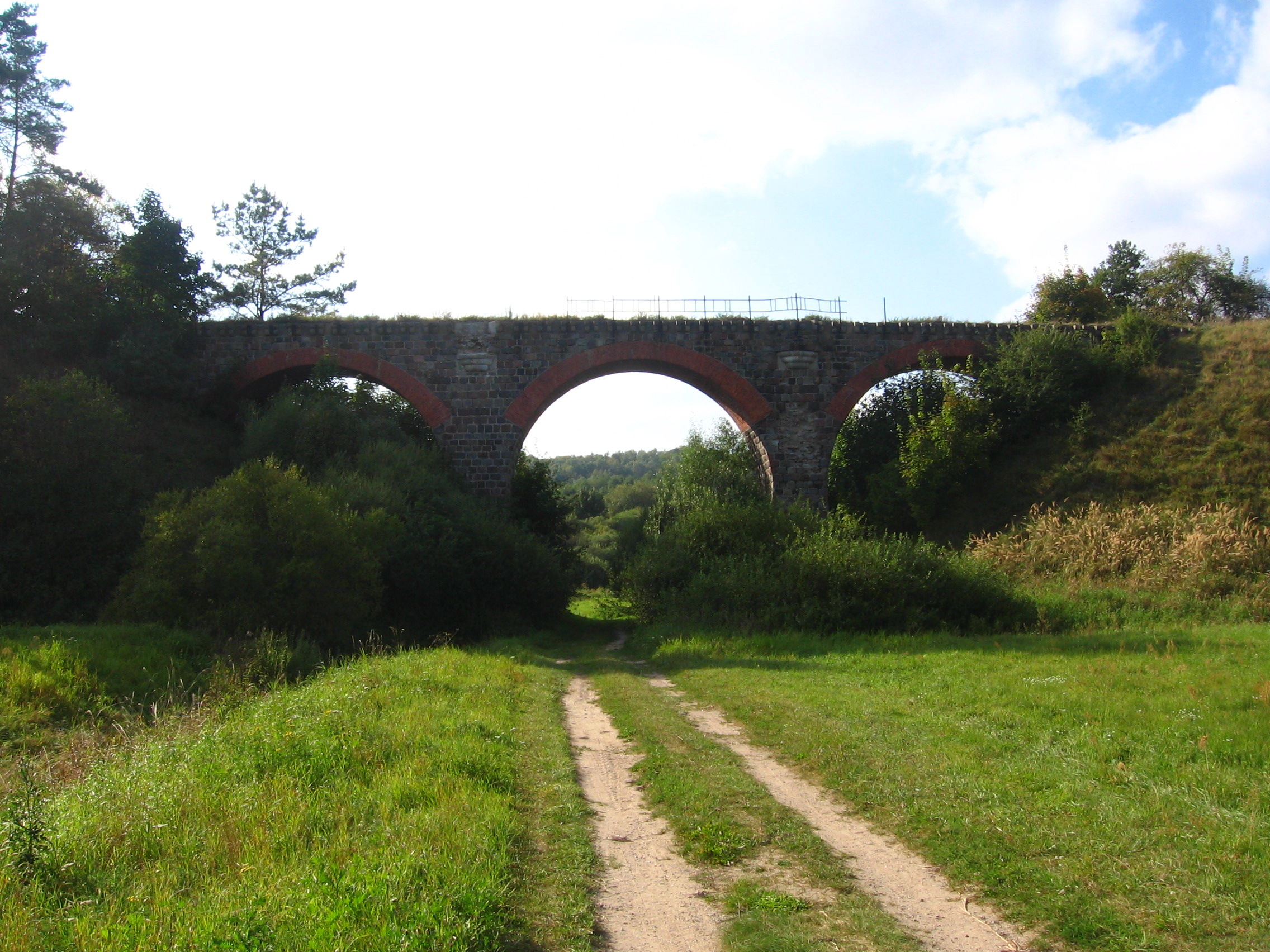
Eisenbahnviadukt in Glaznoty

Glaznoty liegt an der Kreisstraße (polnisch Droga powiatowa) DP 1233N, die von Wirwajdy (Warweiden) bis nach Wygoda (Ruhwalde) führt und die Landesstraße 15 und die Landesstraße 16 sowie Woiwodschaftsstraße 537 miteinander verbindet. 
Eine Anbindung an den Bahnverkehr besteht nicht. Auch die von 1910 bis 1945 befahrene Bahnstrecke Bergfriede–Groß Tauersee, die durch den Ort verläuft und an die heute noch das Eisenbahnviadukt über den Grießlerbach erinnert, machte in Marienfelde nicht Station. 

## Persönlichkeit

### Mit dem Ort verbunden
- Jan Gross (1938–2014), polnischer lutherischer Theologe, Präses der Synode der Evangelisch-Augsburgischen Kirche in Polen, war von 1961 bis 1963 Pfarrer in Glaznoty, Dąbrówno (Gilgenburg) und Lipowo (Leip)